# Baldomero Toledo
Baldomero Toledo (México, 6 de febrero de 1970), es un árbitro de fútbol de los Estados Unidos nacido en México.

## Trayectoria
Baldomero Toledo nació en México y se mudó a los Estados Unidos a los 17 años de edad. Fue árbitro de la Major League Soccer del 2004 y árbitro FIFA del 2007 al 2017, cuando se retiró oficialmente. Fue el árbitro de la Copa MLS 2008 y Copa MLS 2010. La US Soccer contrató Toledo como árbitro en 2007.
Fue seleccionado para arbitrar en la Copa de Oro de la Concacaf 2011.